# Johann Adam Löw

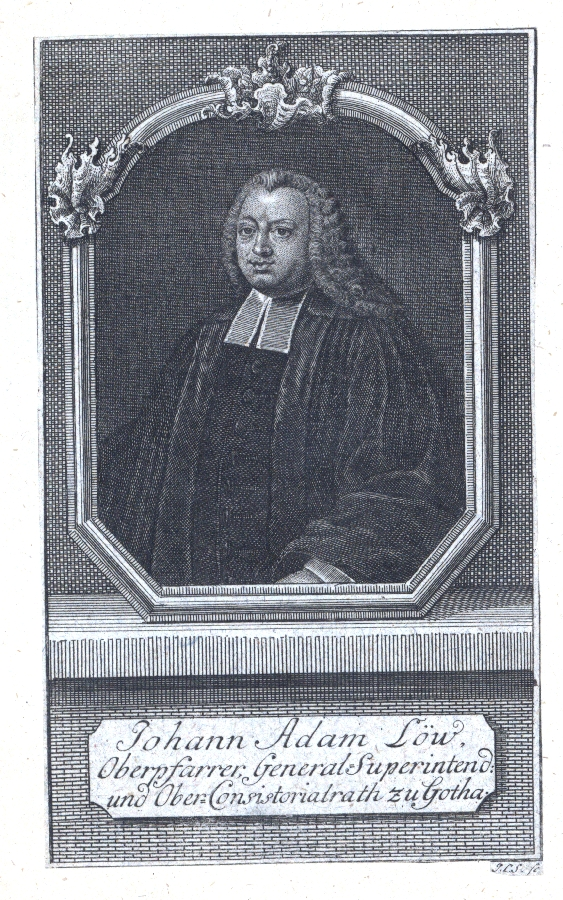
Johann Adam Löw

Johann Adam Löw (* 25. September 1710 in Großneuhausen; † 19. Januar 1775 in Gotha) war ein deutscher evangelischer Geistlicher.

## Leben
Johann Adam Löw war der Sohn seines gleichnamigen Vaters Johann Adam Löw, Lehnsdirektor und Amtmann des thüringischen Adelsgeschlechts von Werthern, und dessen Ehefrau Maria Apollonia (geb. Tscharner) aus Regensburg.
Er besuchte seit 1724 die Landesschule Pforta und zeichnete sich durch die Anfertigung lateinischer Gedichte aus, von denen zwei in den Jahren 1728 und 1729 veröffentlicht und auf Kosten der Schule gedruckt wurden.
1730 immatrikulierte er sich an der Universität Leipzig und studierte Theologie, Mathematik, Philosophie und Beredsamkeit; in den letzten beiden Fächern hörte er unter anderem die Vorlesungen von Johann Christoph Gottsched. Unter dessen Leitung hielt er von 1731 bis 1733 vier Reden, die sich in der 1738 in Leipzig veröffentlichten Schrift Proben der Beredsamkeit welche in einer Gesellschaft guter Freunde unter der Aufsicht Sr. Hochedl. Prof. Gottsched’s sind abgelegt worden wiederfinden. Diese Reden begründen offensichtlich auch seine frühe Berufung zum Pfarrer im Alter von 24 Jahren.
In der Absicht, die akademische Laufbahn einzuschlagen, übernahm er 1733 die Stelle eines Respondenten und erwarb 1734 den Magistergrad. Allerdings berief ihn der Reichsgraf Georg von Werthern im gleichen Jahr als Pfarrer nach Eythra und Bösdorf bei Leipzig. 1740 kam er als Archidiakon nach Weißenfels und 1745 als Oberpfarrer und späterer Oberkonsistorialrat nach Gotha; dort wurde er 1756 zum Generalsuperintendenten ernannt.
In seiner Aufgabe als Protephorus des Gymnasiums illustre war er bemüht, der in Verfall geratenen Anstalt zu neuem Ansehen zu verhelfen, indem er die mangelhafte Lehrweise und die Disziplin zu verbessern versuchte. Als alle Maßnahmen erfolglos blieben, empfahl er, den altersschwachen Rektor Johann Heinrich Stuß durch einen jüngeren und tatkräftigeren Gelehrten ersetzen zu lassen; so wurde der von Johann August Ernesti empfohlene Johann Gottfried Geißler am 19. September 1768 in sein Amt als Rektor eingeführt.
Die Berufungen als Generalsuperintendent nach Weimar und als Hauptpastor nach Hamburg lehnte er ab, ebenso das Angebot des Grafen Nikolaus Ludwig von Zinzendorf, der ihm die Direktion der Brüdergemeinden von evangelisch-lutherischem Tropus übertragen wollte.
Johann Adam Löw war seit dem 31. Juli 1736 mit Dorothea Elisabeth (geb. Falke) († 6. Mai 1768) in erster Ehe verheiratet; gemeinsam hatten sie mehrere Kinder, von diesen sind namentlich bekannt:
- Johann Adam Löw (1741–1794), herzoglich sächsischer Amtskommissar;
- Adam Friedrich Löw († vor 1775), herzoglich sächsischer Oberkonsistorialregistrator;
- Wilhelm Johnathan (1742 – nach 1775).

Am 17. Juli 1769 heiratete er in Coburg in zweiter Ehe Anna Maria (geb. Happach, verwitwete Gundermann) († nach 1775).

## Mitgliedschaften
- Johann Adam Löw wurde 1735 Mitglied der Deutschen Gesellschaft in Leipzig und im gleichen Jahr Mitglied der dortigen von Gottsched gegründeten Nachmittägigen Rednergesellschaft[5].
- Während seines Aufenthaltes in Weißenfels gehörte er mit sechs weiteren Personen, zu denen auch Johann Lorenz Holderrieder, Jonathan Heller (1716–1791) und Gottlob Carl Springsfeld gehörten, der Dependance der Gesellschaft der Wahrheitsliebenden an und war 1741 deren Gründungsmitglied.[6]
- 1745 wurde er Mitglied der Deutschen Gesellschaft in Göttingen.
- 1751 oder 1752 wurde er Mitglied der Teutschen Gesellschaft in Jena.
- 1752 erfolgte seine Aufnahme als Mitglied in der Gesellschaft der freyen Künste in Leipzig, die Gottsched 1751 gründete, nachdem er sich mit der Deutschen Gesellschaft in Leipzig entzweit hatte.

## Schriften (Auswahl)
- Johann Adam Löw, Johann Friedrich Stiebritz: Dissertatio Philologica De Methodo Ebraici Stvdii. Ehrich, Ienae 1728.
- Johann Caspar Posner, Johann Adam Löw: Jo. Casparis Posneri Eloqu. Quondam Prof. Ienae Celeb. De Stili Latini Cultura Commentatio. Buchius, Jenae 1731.
- Johann Christoph Gottsched, Johann Adam Löw, Johann Traugott Hille, Karl Ludwig Jacobi: Neue Proben der Beredsamkeit, welche in einer Gesellschaft guter Freunde unter der Aufsicht Sr. Hochedl. des Hrn. Prof. Gottscheds, abgelegt worden. Jacobi, Leipzig 1749.
- Die Gottesfurcht als der Grund wahrer Freudigkeit. Gotha 1754.
- Der unermüdete Wohlthäter wurde aus dem gewöhnlichen Evangelio am Sonntage Lätare zur Ehre Jesu, und seines Volcks Erweckung vorgestellet, und auf Verlangen im Druck gegeben. Mevius, Gotha 1755.
- Das Irdische Vergnügen in Gott: wurde am funfzehenden Sonntage nach Trinitatis 1756. in der St. Margarethenkirche zu Gotha aus dem verordneten Evangelio vorgetragen. Reyher, Gotha 1756.
- Jesus der Erretter aus aller Furcht. Gotha 1758.